# Вестфаль, Курт
Курт Ве́стфаль (нем. Kurt Westphal; 31 декабря 1913, Берлин — 5 июня 1986) — немецкий политик, член СЕПГ. В 1953—1958 годах занимал должность министра пищевой промышленности ГДР.

## Биография
Курт Вестфаль вырос в рабочей семье. По окончании народной школы выучился на механика, специалиста по точной механике. Ещё в юности вступил в рабочий спортивный клуб и Коммунистический союз молодёжи Германии. В 1930 году вступил в КПГ. После прихода к власти национал-социалистов Вестфаль участвовал в движении сопротивления и в 1934 году некоторое время находился под арестом. После освобождения продолжал заниматься нелегальной работой, участвовал в группе Вернера Зееленбиндера.
После Второй мировой войны Вестфаль вступил в СЕПГ и занял должность начальника главного отдела в координационном центре по вопросам промышленности и транспорта. В 1950—1954 годах являлся депутатом Народной палаты ГДР. 11 июня 1953 года Вестфаль был назначен министром продовольствия ГДР, затем 25 июня 1953 года — министром пищевой промышленности ГДР и занимал эту должность до 1958 года.
В 1958 году переехал в округ Росток, где в 1958—1962 годах работал председателем окружного экономического совета и заместителем председателя Окружного совета, в 1958—1963 годах также являлся членом окружного правления СЕПГ. Затем Вестфаль работал на должности заместителя руководителя Рабоче-крестьянской инспекции по округу Росток. С 13 августа 1974 года являлся председателем Комитета антифашистских борцов сопротивления по округу Росток, а с 28 марта 1976 года и до своей смерти вновь входил в состав Ростокского окружного правления СЕПГ.
В последние годы проживал в Варнемюнде. Был женат, отец двоих сыновей. Похоронен на Новом кладбище в Ростоке.